# D'Angelo canta Bruni
D'Angelo canta Bruni è un album del 2008 di Nino D'Angelo, come omaggio all'artista Sergio Bruni.

## Tracce
1. Introduzione
2. Mierolo affurtunato
3. Vieneme 'nzuonno
4. 'Na bruna
5. Napul è una
6. Amaro è 'o bene
7. Palcoscenico
8. Che lle conto
9. 'O Vesuvio
10. Nuttata 'e sentimento
11. Notte lucente
12. Carmela
13. Ce steva 'na vota